# Diogmites brunneus
Diogmites brunneus är en tvåvingeart som först beskrevs av Fabricius 1787.  Diogmites brunneus ingår i släktet Diogmites och familjen rovflugor. Inga underarter finns listade i Catalogue of Life.